# Frida Gustavsson
Frida Gustavsson (ur. 6 czerwca 1993) – szwedzka supermodelka i aktorka.

## Życiorys

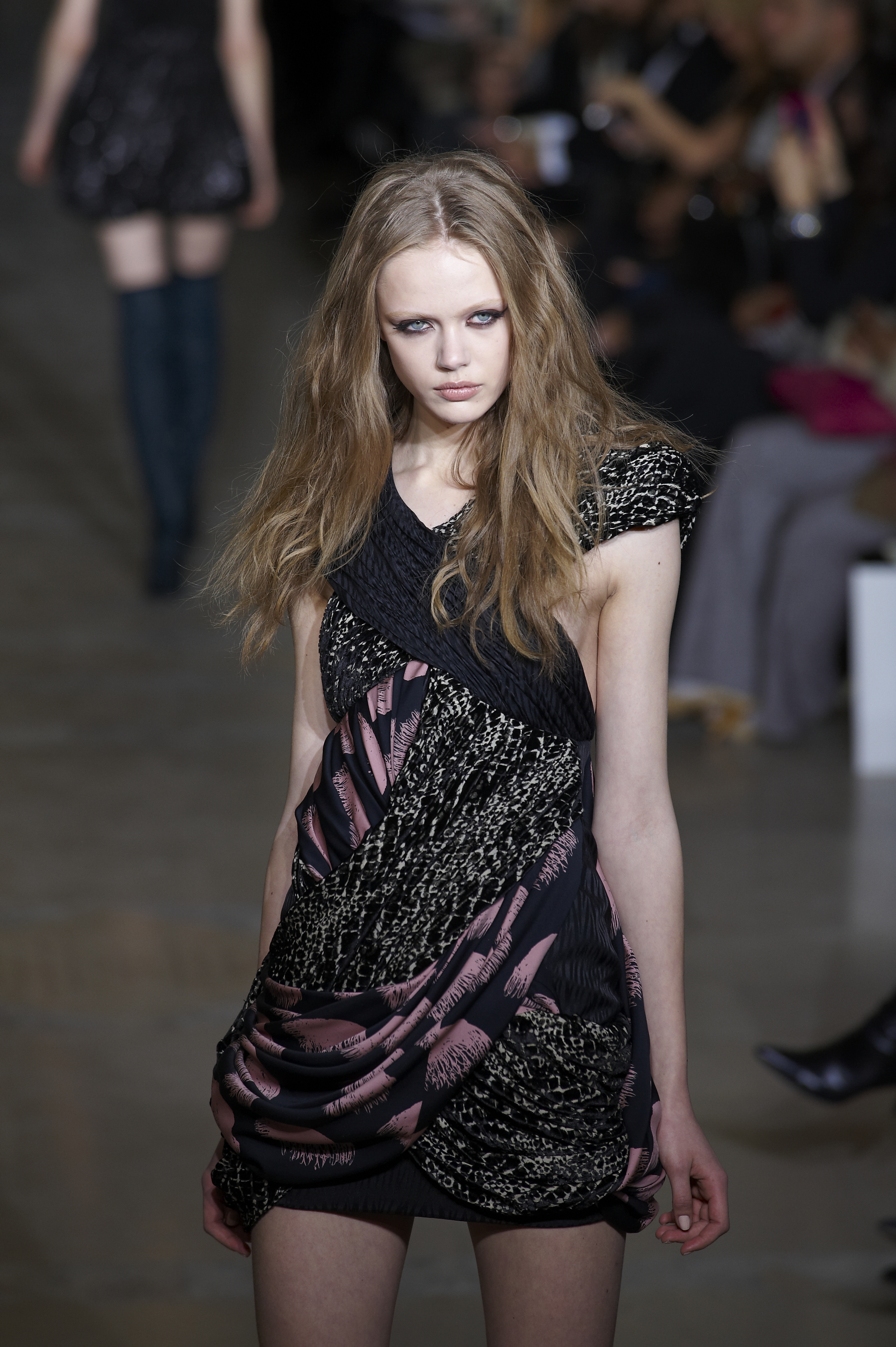
Frida na pokazie mody w 2010

Frida Gustavsson urodziła się 6 czerwca 1993 roku w Hässelby, dzielnicy Sztokholmu, w Szwecji. Dorastała w Spånga-Tensta, okręgu administracyjnym Sztokholmu, w czasach szkolnych uprawiała lekkoatletykę, jako płotkarka wzięła udział w kilku mistrzostwach Szwecji w sztafecie ze swoim klubem Bromma IF.   
W wieku 12 lat przebywając w sklepie IKEA dostała propozycję pracy modelki od skauta ze szwedzkiej agencji modelek Stockholmsgruppen Models, Jenny Mardell, lecz sposobność tę od razu odrzuciła. W 2008 roku, w wieku lat 14, Gustavsson wreszcie przyjęła tę okazję.. Zaczęła pozować lokalnie w 2008. W tym samym roku, chcąc rozwijać swoją karierę, przeprowadziła się do Japonii. 
W czerwcu 2011 ukończyła gimnazjum St Martins Gymnasium w Sundbybergu.
Jesienią 2013 otworzyła pokaz Valentino Fashion Group w Paryżu. Od tej pory występowała między innymi dla takich domów mody i projektantów jak: Shiatzy Chen, Louis Vuitton, Chanel, Lanvin, Carolina Herrera, Fendi, Christian Dior, Jil Sander, Alexander McQueen, Anna Sui, Marc Jacobs, Michael Kors, Calvin Klein, Oscar de la Renta, Emilio Pucci, Celine, Hermès, Jean Paul Gaultier, Dolce & Gabbana, Givenchy, Yves Saint Laurent, Ralph Lauren, Blumarine i Versace. Wzięła też udział w Victoria's Secret Fashion Show 2012. Została także twarzą firmy Maybelline i występowała w reklamach pod koniec 2013. Była czwartą najczęściej wybieraną modelką sezonu 2010, zaraz za Kasią Struss, Liu Wen, i Constance Jablonski.
Pojawiła się w magazynach: Elle, W i Numéro. Jej zdjęcia pojawiły się w amerykańskiej, włoskiej, francuskiej, brytyjskiej, niemieckiej i japońskiej wersji Vogue, w L'Officiel, Crash oraz innych pismach. W 2010 pojawiła się na okładce niemieckiego Vogue. W 2011 wygrała tytuł Sweden's Model of the Year, przyznawany przez pismo Elle.
W 2014 wyraziła zainteresowanie karierą aktorską, stwierdzając, że chciałaby występować w filmach bądź teatrze. W tym samym roku brała udział w przesłuchaniach do roli Rey w filmie Gwiezdne wojny: Przebudzenie mocy, lecz dostała ją brytyjska aktorka Daisy Ridley.
W 2019 zagrała Visennę w serialu Wiedźmin produkowanym przez Netfliksa.

## Życie prywatne
30 maja 2015 poślubiła szwedzkiego fotografa, Hjalmara Rechlina. W 2017 roku rozwiedli się. W dniu 3 września 2022 wyszła za mąż za szwedzkiego modela i aktora Marcela Engdahla.      
Jest fanką takich zespołów muzycznych/muzyków jak: The Knife, Joy Division, The Velvet Underground, Kent, The Ramones, The Clash, Underworld, The Cure, White Lies, The Jesus and Mary Chain, The Doors, Ebba Grön, System of a Down, Metallica, MGMT, Slipknot, Digitalism, Håkan Hallström, Steve Aiko, Moby i Bob Dylan oraz Lou Reed. Jej ulubionym filmami są: Mechaniczna pomarańcza, Trainspotting, Control, Podziemny krąg i Zakochany bez pamięci oraz trylogia Władca Pierścieni. Jest wielbicielką gry komputerowej World of Warcraft. Lubi gotować, jej ulubiony posiłek to ryby z pieczonymi warzywami i purée z kalafiora. Lubi pić kawę i zieloną herbatę.    Uprawia ćwiczenia ashtangi vinyasa jogi i pilatesu. Kolekcjonuje meble i naczynia w stylu vintage.

## Filmografia
Filmy
| Rok  | Tytuł      | Rola          | Komentarz       |
| ---- | ---------- | ------------- | --------------- |
| 2013 | Nina L'eau |               | krótkometrażowy |
| 2019 | Swoon      | Ninni Nilsson |                 |
| 2020 | Unblinded  | Emma          | krótkometrażowy |
| 2020 | Tigers     | Vibeke        |                 |
| 2022 | Dampyr     | Tesla         |                 |

Seriale telewizyjne
| Rok        | Tytuł                      | Rola                   | Komentarz                        |
| ---------- | -------------------------- | ---------------------- | -------------------------------- |
| 1998       | När karusellerna sover     | Klasskamrat            | Klasskamrat (sezon 1, odcinek 1) |
| 2015       | Arne Dahl: Efterskalv      | Jenna Svensson         |                                  |
| 2019       | Dröm                       | dorosła Thea / Thea 33 |                                  |
| 2019       | Wiedźmin                   | Visenna                | 1 odcinek                        |
| 2019       | Der Kommissar und das Meer | Luna Akkers            | Nachtgespenster (odcinek 26)     |
| 2020       | De Utvalda                 | Alex                   | 6 odcinków                       |
| 2020, 2022 | Partisan                   | Clara                  | 5 odc.                           |
| 2022–2024  | Wikingowie: Walhalla       | Freydis Eriksdotter    | w gł. obsadzie                   |